# Carlos Baeza Torres
Carlos Baeza Torres (Melilla, 15 de mayo de 1962) es un artista plástico y profesor de dibujo melillense cuya obra realista y muy minuciosa, denominada La Ciudad de las Cúpulas, representa su melancólica visión de la ciudad soñada, la que se construye a base de recuerdos.

## Trayectoria

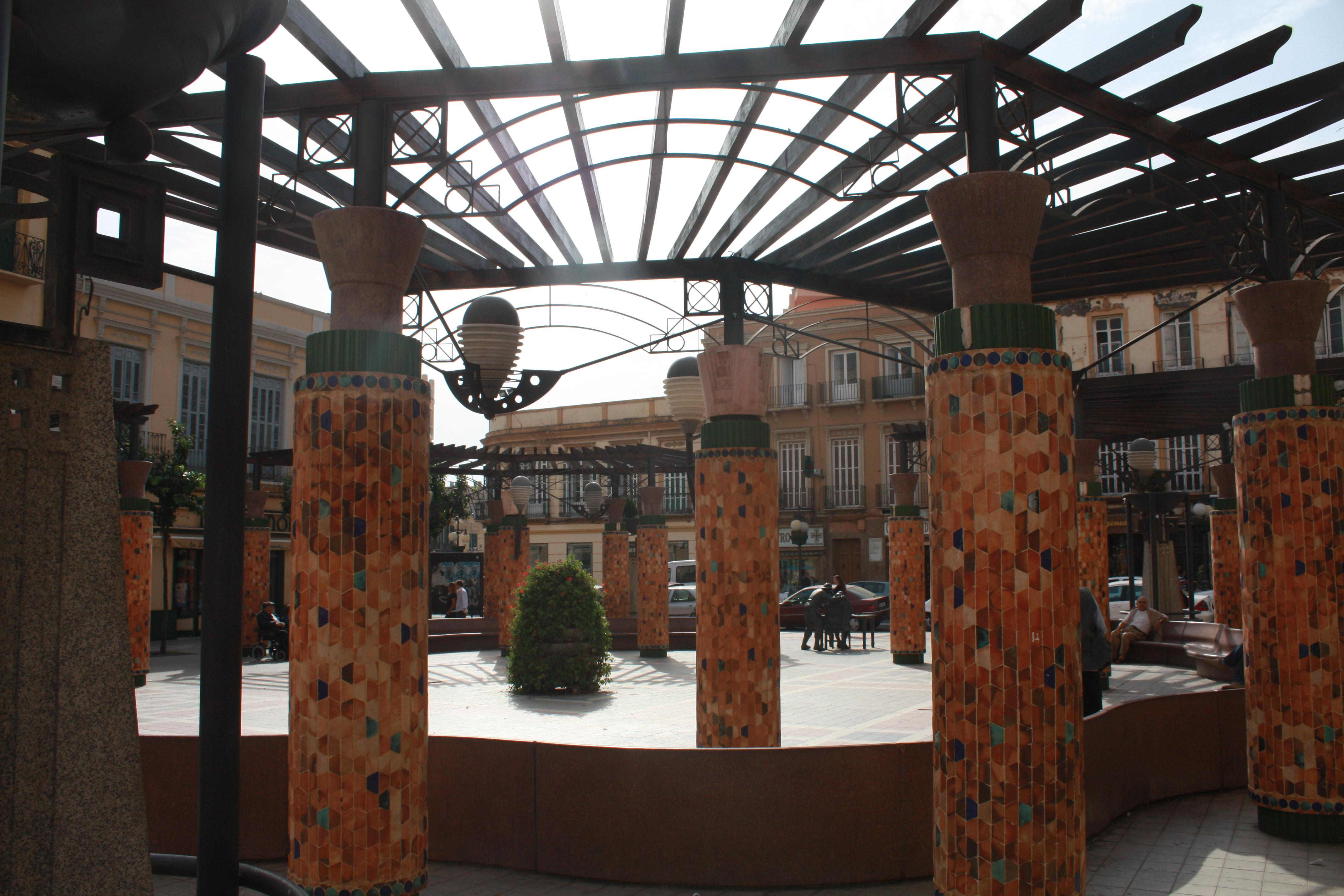
Plaza Menéndez Pelayo
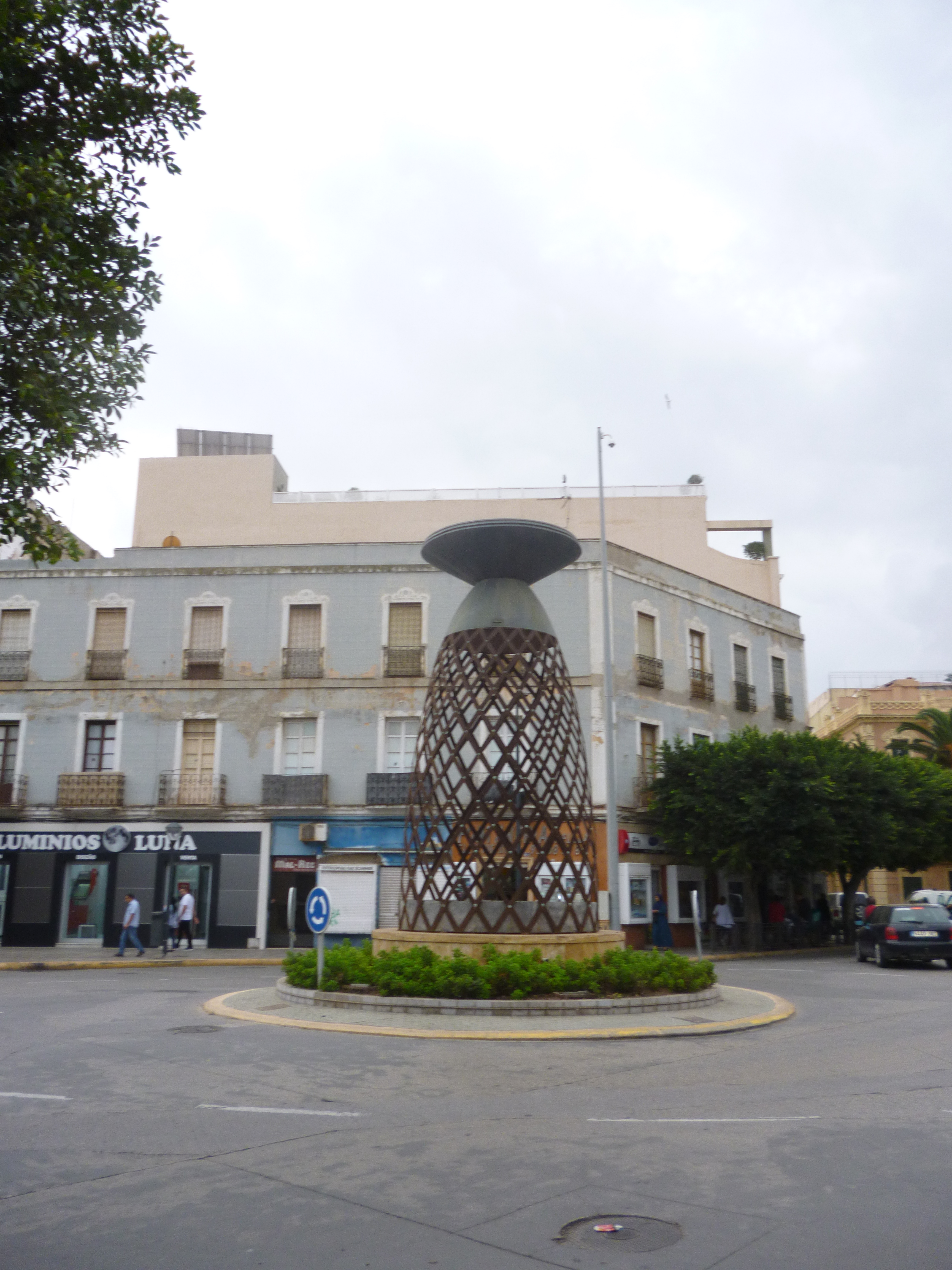
Homenaje al Modernismo Melillense

Nacido el 15 de mayo de 1962 en Melilla, en el año 1986 finaliza sus estudios de Bellas Artes en la Universidad Complutense de Madrid. Es profesor de dibujo desde 1989, aprobando las oposiciones al cuerpo de Enseñanza Secundaria y Bachillerato en el año 1991. Actualmente es jefe de departamento de Dibujo en el IES Enrique Nieto de Melilla.
Compagina sus labores docentes con trabajos profesionales en el campo del diseño gráfico y el interiorismo, así como colabora en el diseño de numerosos proyectos de escultura monumental, Homenaje al Modernismo Melillense y arquitectónicos, reforma de la Plaza Menéndez Pelayo y urbanísticos, jamás abandonando su labor en el ámbito artístico y de la plástica.
No se ha prodigado en exposiciones, prefiriendo realizar sus dibujos y pinturas al margen de los vaivenes de las modas, el dictado de los críticos y las leyes del mercado. Estas son de temática variada y aunque no es amigo de las clasificaciones, se considera un pintor figurativo.
Asimismo, sus cuadros, detallistas y muy realistas, tienen una relación directa con los paisajes urbanos de Melilla, su ciudad natal, poniendo en práctica su particular concepción del arte al servicio de la realidad más próxima que le rodea. Con notables influencias de géneros pictóricos como el vedutismo veneciano, la pintura metafísica o el paisajismo urbano contemporáneo, homenajea la singular arquitectura modernista de la ciudad norteafricana, el Modernismo melillense, con sus esbeltas cúpulas y bellos elementos ornamentales.
Justo esos elementos, las cúpulas son los que le dan el sugerente título con el que suele presentar su obra, La Ciudad de las Cúpulas, la cual es el resultado de más de 40 años de labor artística, en su mayoría óleos y dibujos, que representan su melancólica visión de la ciudad soñada, la que se construye a base de recuerdos.
Justo bajo el título de La Ciudad de las Cúpulas, Carlos Baeza Torres expuso durante el mes de octubre de 2014 un total de 22 obras dentro de la muestra Universo Melilla, evento que mostraba el rico patrimonio histórico y cultural de la ciudad norteafricana y que fue inaugurado en el Edificio de las Cariátides, sede del Instituto Cervantes de Madrid por el ministro de Asuntos Exteriores, José Manuel García-Margallo, el secretario general del Instituto Cervantes, Rafael Rodríguez-Ponga y el presidente de la Ciudad Autónoma de Melilla, Juan José Imbroda. En ella se recogían diferentes paisajes urbanos en clave realista sobre la rica arquitectura modernista. En 2018 presentó LA CIUDAD DE LAS CÚPULAS Y LAS MEZQUITAS, un libro recopilatorio de toda su obra, que ha ganado el premio de la sección Artes de la Editorial Círculo Rojo en su V edición.

## Premios, distinciones y homenajes
La Ciudad Autónoma de Melilla le concede la Medalla de Oro en septiembre de 2022.